# Сіней Марія Олександрівна
Марі́я Олекса́ндрівна Сіней (* 1997) — українська легкоатлетка, що спеціалізується в потрійному стрибку.

## З життєпису
Народилась 1997 року. Перший міжнародний досвід здобула на Європейському юнацькому олімпійському фестивалі (EYOF) 2013 року в Утрехті. Однак їй не вдалося виконати залікову спробу в потрійному стрибку. Чемпіонка України в потрійному стрибку-2013.
2016 року вибула на чемпіонаті світу U20 у Бидгощі з результатом 12,53 м в кваліфікації.
2018 року фінішувала сьомою на чемпіонаті Балкан у Старій Загорі з результатом 13,02 м.
У 2020 році посіла 5 місце на Чемпіонаті Балкан у приміщенні в Стамбулі з результатом 13,05 м.
2021 року стала шостою на Чемпіонаті Балкан у приміщенні з результатом 13,19 м.
У 2020 і 2021 роках ставала чемпіонкою України в приміщенні з потрійного стрибка.
В травні 2022 року посіла п'яте місце на змаганнях бронзової серії Світового континентального туру в Познані. В червні 2022-го стала бронзовою призеркою «Trond Mohn Game» у Бергені.
Здобула срібло на легкоатлетичному турнірі Aarhus Sprint’n’Jump 2025 в місті Орхус (Данія), який входить до Світового легкоатлетичного туру 2025.